# 塞耶河 (索恩河支流)
塞耶河（法語：Seille，法語發音：[sɛj]）是法國的河流，屬於索恩河的左支流，河道全長100.51公里，流域面積2620平方公里，發源自汝拉山，流經卢昂，河口處在拉特吕谢尔。

## 外部連結
- http://www.geoportail.fr （页面存档备份，存于）
- Sandre数据库中的塞耶河